# Раші (Яломіца)
Раші (рум. Rași) — село у повіті Яломіца в Румунії. Входить до складу комуни Селчоара.
Село розташоване на відстані 66 км на схід від Бухареста, 35 км на захід від Слобозії, 142 км на захід від Констанци, 131 км на південний захід від Галаца.

## Населення
За даними перепису населення 2002 року у селі проживали 1309 осіб, усі — румуни. Усі жителі села рідною мовою назвали румунську.